# سكة حديدية تحت الأرض
كانت السكك الحديدية تحت الأرض عبارة عن شبكة من الطرق السرية والبيوت الآمنة التي أنشئت في الولايات المتحدة خلال الفترة من أوائل إلى منتصف القرن التاسع عشر، واستخدمها الأمريكيون الأفارقة المستعبدون للهروب إلى الولايات الحرة وكندا. وقد ساعد في هذا المخطط دعاة إلغاء عقوبة الإعدام وآخرين متعاطفين مع قضية الفارين. وهي ليست بالمعنى الحرفي ولكن مجازًا أطلق اسم سكك حديدية على هذه الطرق، كما يشار إلى العبيد الذين خاطروا بالفرار وأولئك الذين ساعدوهم بشكل جماعي باسم «السكك الحديدية تحت الأرض». أدت طرق أخرى مختلفة إلى المكسيك، إلى إلغاء العبودية. كان هناك طريق هروب سابق يمتد جنوبًا باتجاه فلوريدا الإسبانية، ثم الإمبراطورية الإسبانية (باستثناء 1763-1783)، من أواخر القرن السابع عشر حتى أصبحت فلوريدا إقليماً تابعًا للولايات المتحدة في عام 1821. كان أحد الأسباب الرئيسية لشراء فلوريدا من قبل الولايات المتحدة هو القضاء على صفتها كملاذ آمن للأشخاص الهاربين من العبودية. ومع ذلك، فإن الشبكة المعروفة الآن باسم السكك الحديدية تحت الأرض تشكلت في أواخر القرن الثامن عشر. والتي انتشرت شمالا ونمت بشكل مطرد حتى بدأت الحرب الأهلية. يشير أحد التقديرات إلى أنه بحلول عام 1850، هرب 100000 من العبيد عبر «السكك الحديدية».
كانت أمريكا الشمالية البريطانية (كندا الحالية) وجهة مرغوب، حيث أعطت حدودها الطويلة العديد من نقاط الوصول، وكانت بعيدة عن صائدي العبيد، وبعيدًا عن نطاق قوانين العبيد الهاربين في الولايات المتحدة. استقر معظم العبيد السابقين، الذين وصلوا إلى كندا عن طريق القوارب عبر بحيرة إري وبحيرة أونتاريو، في أونتاريو. قيل إن أكثر من 30.000 شخص قد هربوا هناك عبر الشبكة خلال فترة الذروة التي استمرت 20 عامًا، على الرغم من أن أرقام التعداد السكاني في الولايات المتحدة تمثل 6000 فقط. وُثّقت العديد من قصص الهاربين في كتاب عام 1872 The Underground Railroad Records بقلم وليام ستيل، أحد المدافعين عن إلغاء قانون الرق الذي ترأس بعد ذلك لجنة فيلادلفيا لليقظة.